# Matthias Schwarzbacher
Matthias Schwarzbacher (Brezno, 22 dicembre 2005) è un ciclista su strada e ciclocrossista slovacco, che corre per l'UAE Team Emirates Gen Z..

## Palmarès

### Strada
- 2022 (Juniores)

Hill Climb ITT Spišská Nová Ves
Kritérium Spišská Nová Ves
- 2023 (Juniores)

Ronde Bessieraine
G.P. Marcello Falcone
Trofeo San Leolino
GP Città di Mentana
2ª tappa Medzinárodné dni cyklistiky Dubnica nad Váhom (Nová Dubnica > Nová Dubnica)
Classifica generale Medzinárodné dni cyklistiky Dubnica nad Váhom
Trofeo Alessandro Biondi
- 2024 (ATT Investments, due vittorie)

Campionati slovacchi, Prova a cronometro under-23
Prologo West Bohemia Tour (Starý Plzenec > Starý Plzenec, cronometro)
- 2025 (UAE Team Emirates Gen Z, tre vittorie)

Umag Trophy
1ª tappa Giro Next Gen (Rho > Rho, cronometro)
Campionati slovacchi, Prova a cronometro

#### Altri successi
- 2023 (Juniores)

Classifica sprint Medzinárodné dni cyklistiky Dubnica nad Váhom
- 2024 (Lidl-Trek)

Classifica giovani Tour of Szeklerland

### Ciclocross
- 2021/2022

Grand Prix Dohňany juniores
Grand Prix Topolcianky 1 juniores
Campionati slovacchi, Gara junior
- 2022/2023

Grand Prix Podbrezová juniores
Grand Prix X-Bionic Samorin 1 juniores
Campionati slovacchi, Gara junior
Cyclocross Internacional Ciudad de Valencia juniores

## Piazzamenti

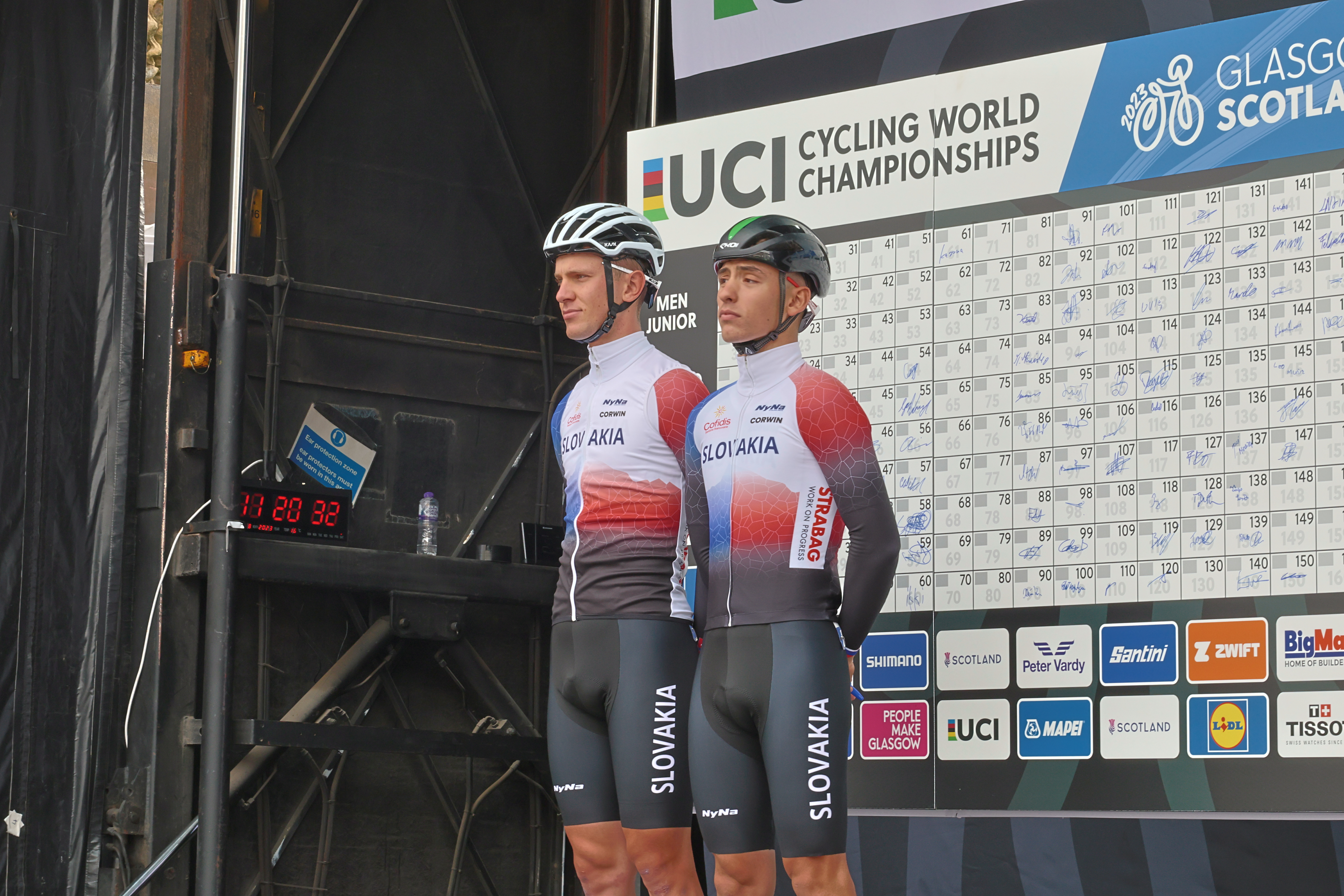
Schwarzbacher (a sinistra) ai campionati del mondo di Glasgow 2023

### Competizioni mondiali
- Campionati del mondo su strada

Glasgow 2023 - Gara in linea Junior: 35º
Glasgow 2023 - Cronometro Junior: 14º
Zurigo 2024 - Gara in linea under-23: ritirato
Zurigo 2024 - Cronometro under-23: 28º
- Campionati del mondo ciclocross

Fayetteville 2022 - Gara Junior: 26º
Hoogerheide 2023 - Gara junior: 34º

### Competizioni continentali
- Campionati europei su strada

Drenthe 2023 - Cronomentro Junior: 15º
Drenthe 2023 - In linea Junior: 31º
Limburgo 2024 - Cronomentro Under-23: 22º
Limburgo 2024 - In linea Under-23: 80º
- Campionati europei di ciclocross

Col du VAM 2021 - Gara Junior: 30º
Cittadella di Namur 2022 - Gara Junior: 8º